# トリドールホールディングス
株式会社トリドールホールディングス（英: TORIDOLL Holdings Corporation）は、レストラン及びショッピングセンター等における飲食店舗の開発と運営を行う企業グループの持株会社。東京都渋谷区道玄坂に本店を置く。

## 会社概要
釜揚げ讃岐うどん「丸亀製麺」をはじめ、焼きそば専門店「長田本庄軒」、極細醤油ラーメン専門店「丸醤屋」、釜飯と焼き鳥の「とりどーる」 などを経営し、多業態を小さな同一商圏で展開して異なる商品提供によるシナジー効果を経営方針としていた。フランチャイズ展開は行わず、全ての店舗が直営店として店舗ごとでの製造を行う。全業態の店舗数は2020年（令和2年）12月末時点で国内に857店舗、海外に11の国と237店舗を構える。
2000年代後半以降の主力業態は、フードコートや郊外ロードサイドに出店している「丸亀製麺」となっており、経営資源をうどん事業に集中しつつある。香川県の讃岐地方（坂出市）は創業者である粟田貴也の父の故郷であり、全国に美味しい讃岐うどんを広めたいということから、うどんの聖地である地名をとって「丸亀製麺」と名付けた。ただし会社と丸亀市は無関係である。
現在は売り上げの8割以上が丸亀製麺となっており、新規出店もほぼ丸亀製麺のみに絞り込まれている。2017年（平成29年）3月末時点では丸亀製麺は全国で778店舗あり、セルフうどん業態では、店舗数と売上ではなまるうどんを大きく引き離し日本一となっている。丸亀製麺の影響を受け、店舗設計、製麺機の導入、価格、メニューを模倣したうどん店が展開されたり、大手の外食チェーンがうどん市場に参入している。
2016年（平成28年）10月1日に純粋持株会社に移行し、（旧）株式会社トリドールから株式会社トリドールホールディングスへ商号を変更した。国内における店舗運営事業は同年3月31日付で設立した株式会社トリドール分割準備会社に承継し、同社を（新）株式会社トリドールに商号変更している。株式会社トリドールは、同年10月に株式会社トリドールジャパンへ、2020年4月には株式会社丸亀製麺へ商号変更した。
2019年（令和元年）9月、神戸市から東京都渋谷区に本店を移転した。旧本店は「神戸オフィス」であったが、2021年9月で閉鎖された（ここに本社があった関連会社も、東京へ移転している）。

## 沿革
- 1985年（昭和60年）8月 兵庫県加古川市で焼鳥居酒屋「トリドール三番館」を創業。
- 1990年（平成2年）6月 有限会社トリドールコーポレーションを設立。
- 1995年（平成7年）10月 株式会社化し、株式会社トリドール（初代）となる。
- 2000年（平成12年）11月 丸亀製麺第1号店を加古川市にオープン[4]。
- 2006年（平成18年）2月 東京証券取引所マザーズ市場上場。
- 2007年（平成19年）10月 神戸市中央区に本店を移転。
- 2008年（平成20年）12月10日 東京証券取引所1部へ指定変更。
- 2010年（平成22年）12月 国内に500店舗を達成（全店直営）。
- 2016年（平成28年）
  - 3月31日 株式会社トリドール分割準備会社を設立。
  - 5月9日 株式会社SONOKOを買収。
  - 10月1日 持株会社体制に移行し、株式会社トリドールホールディングスへ商号変更。国内事業を株式会社トリドール分割準備会社へ会社分割により承継し、株式会社トリドール（2代）となる。
- 2017年（平成29年）
  - 1月 ヘアカラー専門店「fufu」を運営する株式会社Fast Beautyをグループ化。
  - 7月 株式会社トリドールが株式会社トリドールジャパンに商号変更。
  - 7月27日 立ち飲み居酒屋『晩杯屋』を展開する株式会社アクティブソースを買収することを発表[5]。
  - 8月 丸亀製麺フィリピン一号店をマニラに出店。
  - 9月 丸亀製麺アメリカ本土一号店をロサンゼルスに出店。
  - 10月 ミャンマーに外食店舗の運営会社 YKKO トリドールミャンマーを設立。
  - 11月14日 背脂系濃厚とんこつラーメン「ずんどう屋」を運営する「会社ZUND」を買収。
- 2018年（平成30年）
  - 1月 香港の雲南ヌードルチェーン「譚仔雲南米線」と「譚仔三哥米線」をグループ化。
  - 8月 米国で人気のPoké（ポケ）業態の有名チェーン「Pokéworks」（ポケワークス）をグループ化。
  - 11月 シンガポールで人気のカレー業態『MONSTER CURRY（モンスターカレー）』をグループ化。
- 2019年（令和元年）9月 本店を東京都渋谷区の渋谷ソラスタに移転。旧本店の神戸は「神戸オフィス」として継続。
- 2021年（令和3年）
  - 時期不明 株式会社SONOKOを売却。
  - 9月 神戸オフィスを吸収合併し、神戸オフィスを閉鎖。
- 2022年（令和4年）
  - 3月 Tam Jai International Co. Limited通じて、タムジャイサムゴ日本1号店となる新宿中央通り店を出店。
  - 8月 「揚げたて天ぷら定食 まきの」香港1号店を沙田区に出店
- 2023年（令和5年）
  - 4月　株式会社トリドールジャパンから国内カフェ事業を株式会社KONA'Sに分社化
  - 7月　英国を中心に展開する「FrancoManca」「TheRealGreek」の2つの業態を持つ〈Fulham Shore Plc〉を買収し、グループ会社化

## グループ会社
株式会社丸亀製麺
- 丸亀製麺

株式会社肉のヤマ牛商店
- 切りたて牛肉専門店 肉のヤマ牛商店

株式会社トリドールジャパン
- 炭火焼鳥・唐揚げ・釜めし とりどーる
- とんかつ・かつ丼 豚屋とん一

株式会社ZUND
- ラー麺 ずんどう屋

株式会社アクティブソース
- 立呑み晩杯屋

株式会社KONA‘S
- コナズ珈琲（ハワイ風カフェ）

### 過去の業態
- スージーおばさんのトマトパスタ

### 海外法人
香港
- Tam Jai International Co. Limited
- 譚仔雲南米線、譚仔三哥米線（米線）

## テレビ番組
- 日経スペシャル カンブリア宮殿（テレビ東京）
  - 日本一のうどんチェーン！急成長の秘密は"常識破り経営"にあり！（2013年4月25日）[6]。
  - 外食・大量閉店時代でも躍進！ 知られざる丸亀製麺のサバイバル術（2020年9月17日）[7]。
- 日経スペシャル ガイアの夜明け（テレビ東京）
  - "外食王"に俺はなる！～「うどん」負けられない闘い～（2024年11月29日）[8]

## 主な提供番組
- 情熱大陸（MBS制作•TBS系列）2023年4月2日以降。
- サタデープラス（MBS制作•TBS系列）2024年4月6日以降。

## ギャラリー

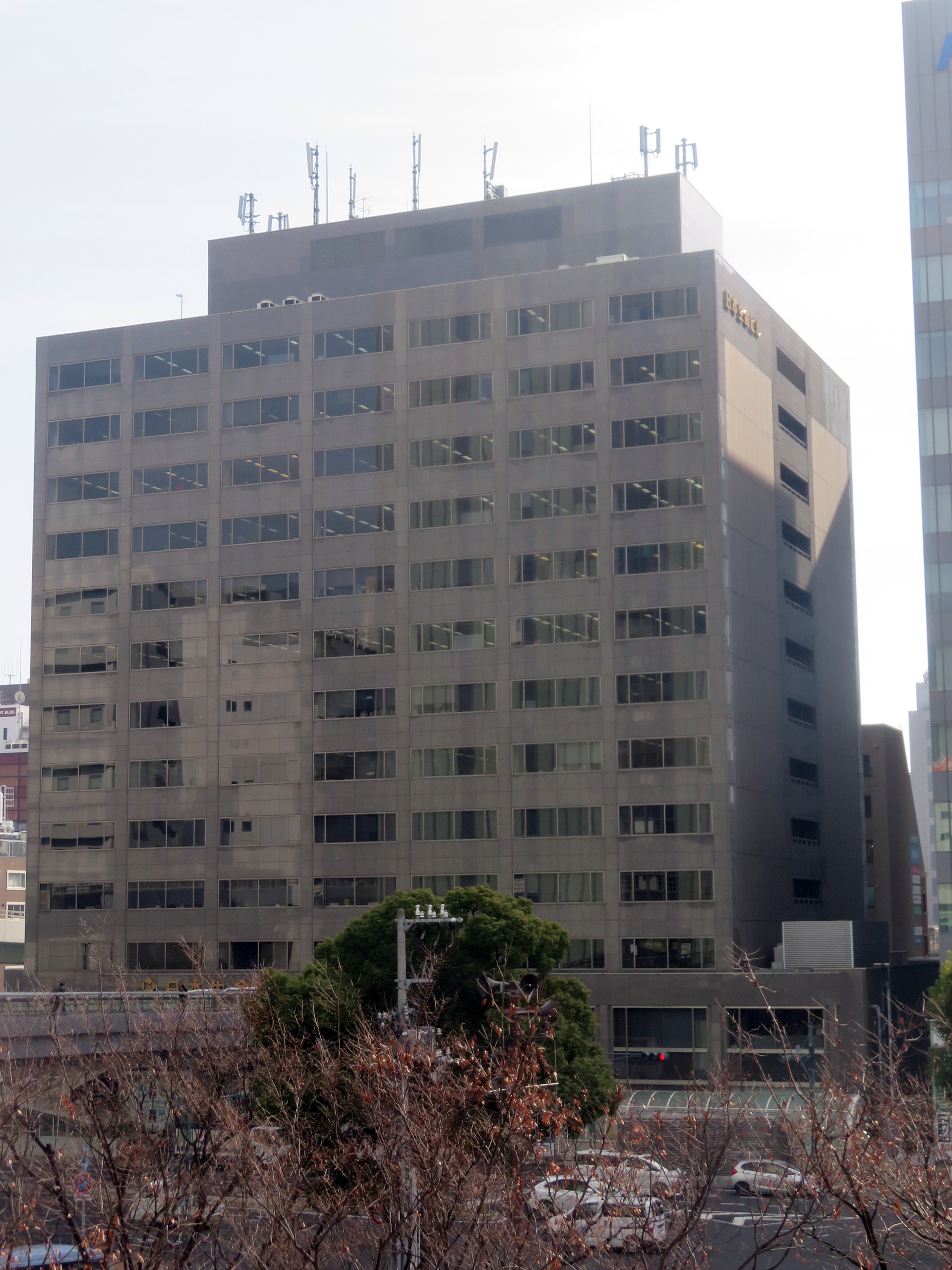
神戸オフィスのあった日本生命三宮駅前ビル
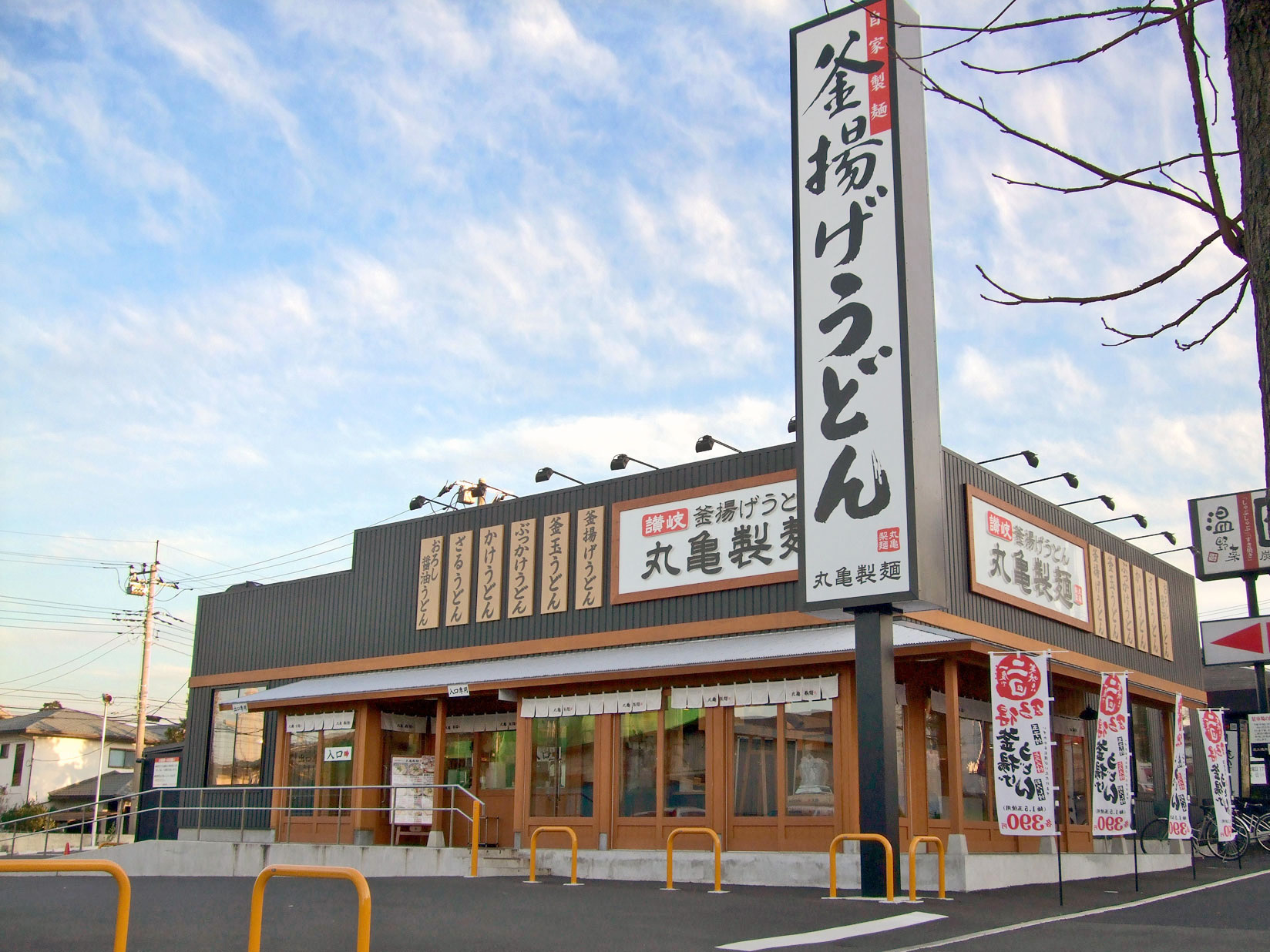
丸亀製麺
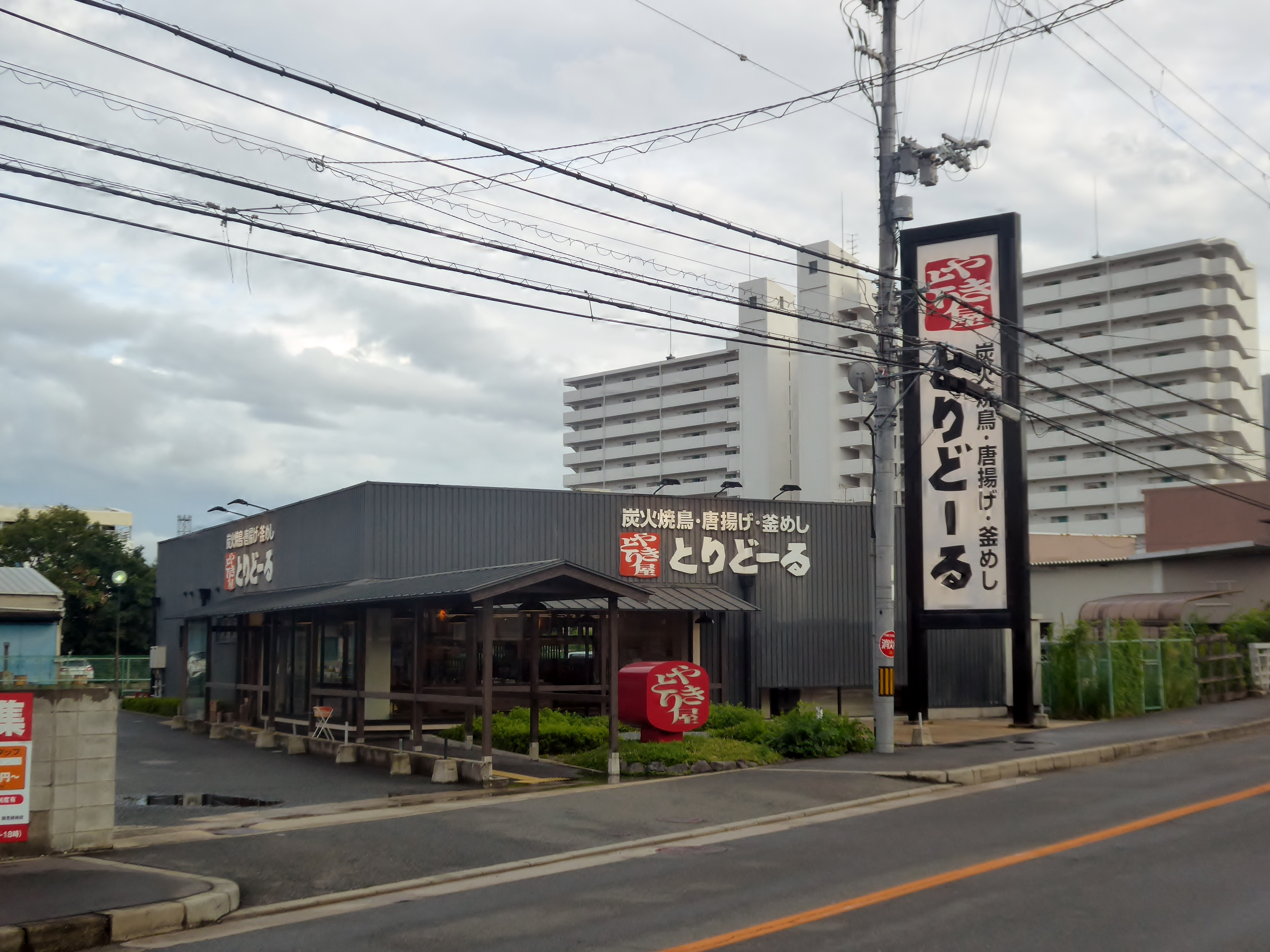
とりどーる
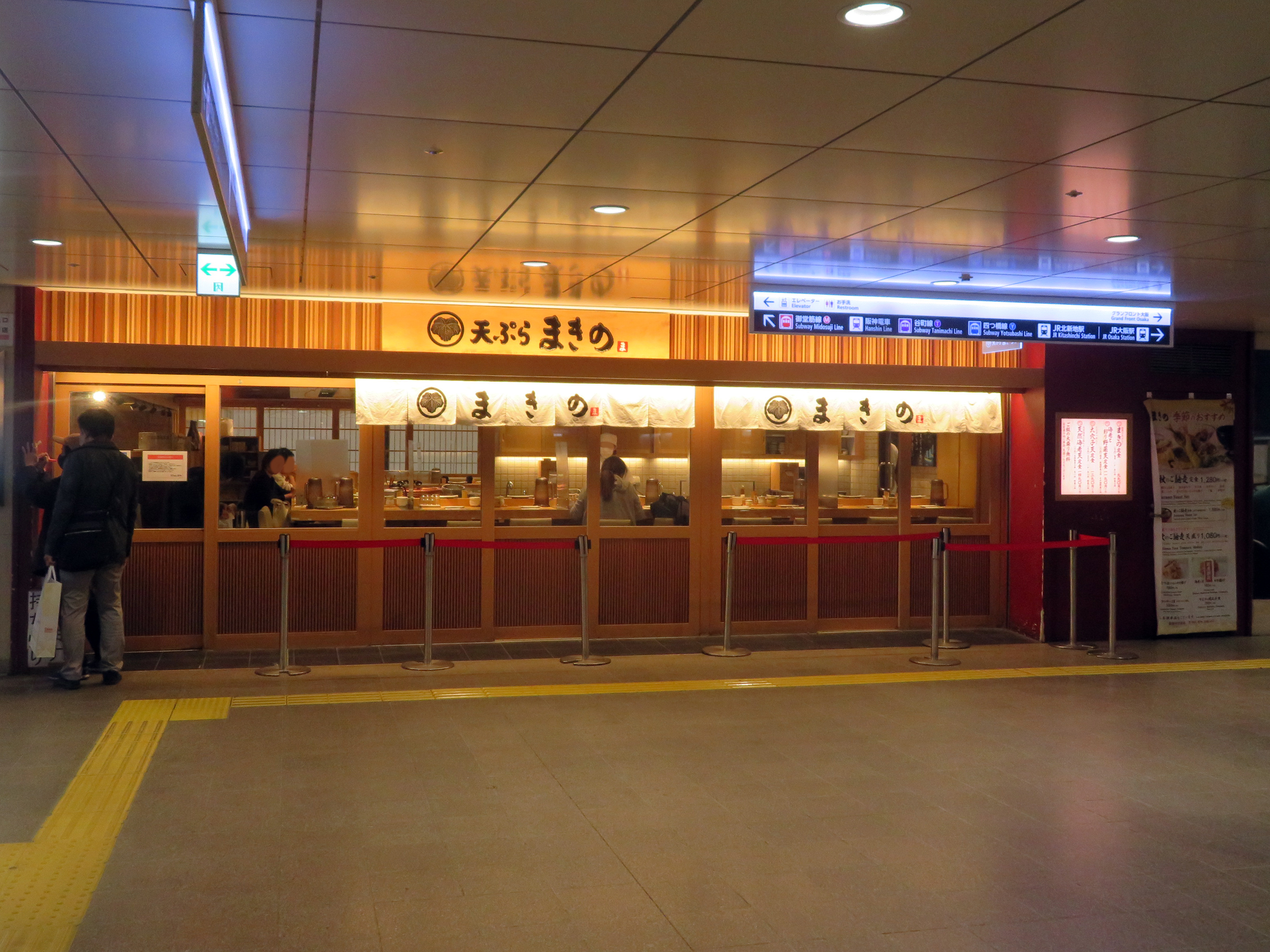
天ぷらまきの
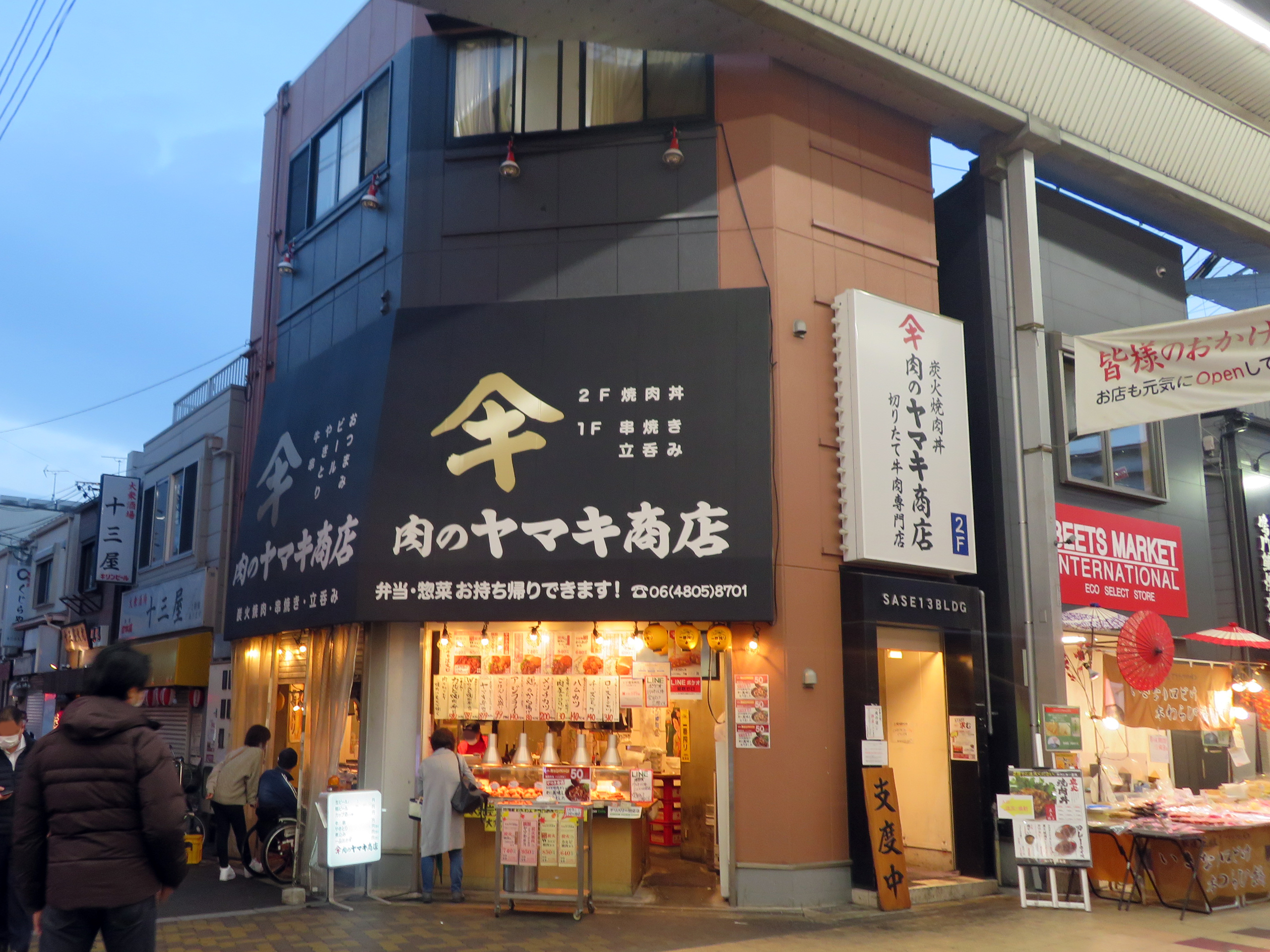
肉のヤマキ商店
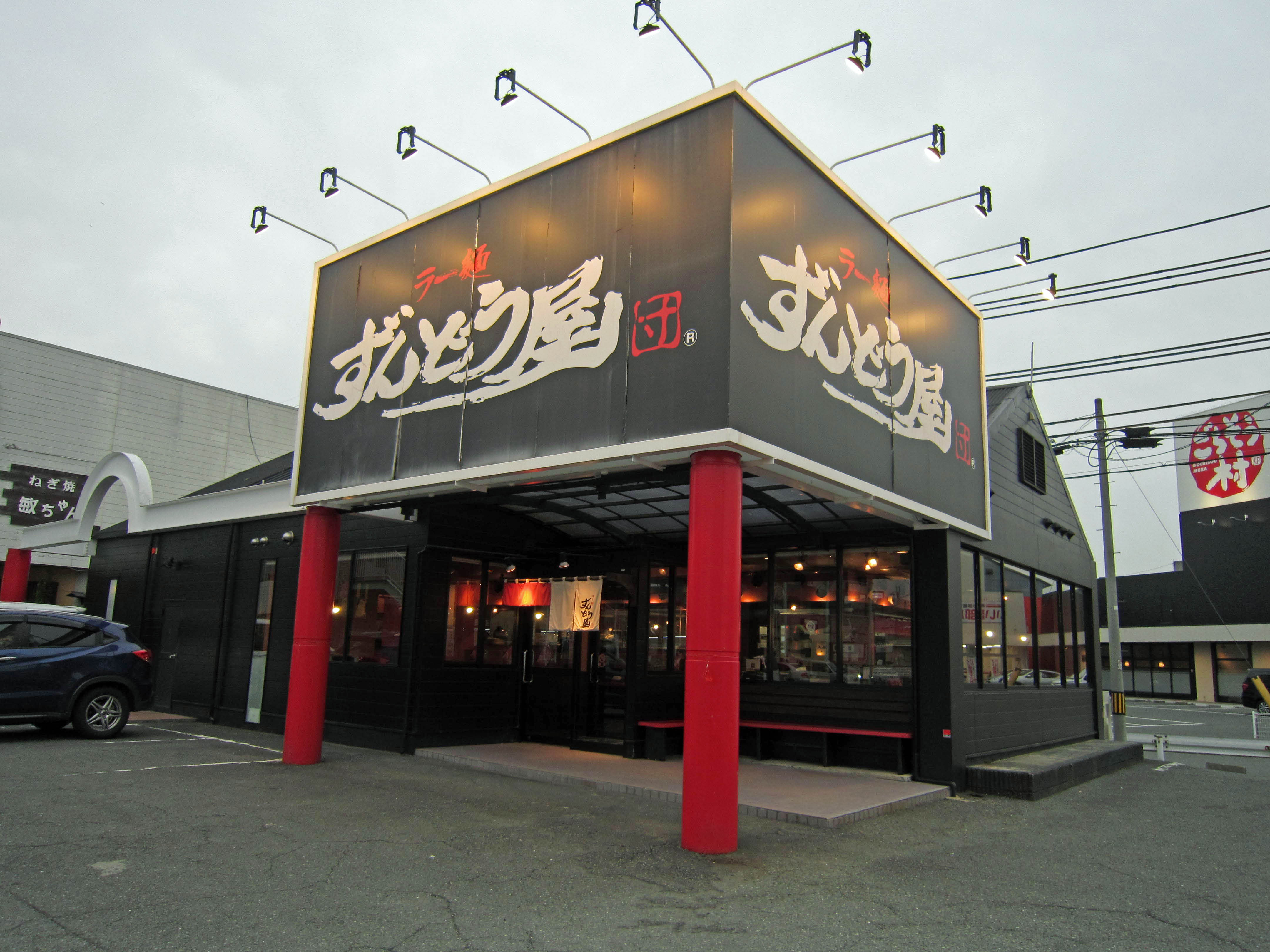
ラー麺ずんどう屋